# سرجنگل
سرجنگل، شهری در بخش کورین شهرستان زاهدان در استان سیستان و بلوچستان ایران است. این شهر، مرکز بخش کورین است.

## جمعیت
بر پایه سرشماری عمومی نفوس و مسکن در سال ۱۳۹۵، جمعیت این شهر برابر با ۲٬۷۹۰ نفر (۵۰۱ خانوار) بوده‌است.